# Quentalia roseilinea
Quentalia roseilinea is een vlinder uit de familie van de echte spinners (Bombycidae). De wetenschappelijke naam van de soort is voor het eerst geldig gepubliceerd in 1906 door William Schaus.